# ۹۵۹ (خورشیدی)
۹۵۹ نهصد و پنجاه و نهمین سال هجری خورشیدی است.